# Greenia furcata
Greenia furcata är en insektsart som först beskrevs av Bates 1865.  Greenia furcata ingår i släktet Greenia och familjen Phasmatidae. Inga underarter finns listade i Catalogue of Life.